# Szilárd Bakay
Szilárd Bakay, madžarski feldmaršal, * 1892, † 1946.